# Bruno Padilha
Bruno Padilha (Rio de Janeiro, 8 de abril de 1974) é um ator brasileiro. Atua desde 1990 na televisão, no teatro e no cinema.
Na TV, atuou em telenovelas e especiais da Rede Globo, assim como em diversas propagandas publicitárias. No cinema, participou de filmes como Meu Nome Não É Johnny, A Partilha, Elvis & Madona, O Vestido, Anjos da Lapa, Chocante, entre outros. Em 24 anos de teatro, atuou em mais de 30 espetáculos passando pelos principais palcos do Brasil.

## Televisão
| Ano  | Título                    | Personagem                  | Nota                                                                         |
| ---- | ------------------------- | --------------------------- | ---------------------------------------------------------------------------- |
| 2025 | Garota do Momento         | Delegado Procópio Coelho    | Episódios: "16–22 de maio"                                                   |
| 2024 | Amor da Minha Vida        | Claudio Lemos               | Episódio: "O Amor da Minha Vida"                                             |
| 2024 | Cilada                    | Vendedor                    | Episódio: "Churrasco II"                                                     |
| 2024 | Reis                      | Baaná                       | Fase: "A Decadência"                                                         |
| 2023 | Todas as Flores           | Detetive Tavares            |                                                                              |
| 2023 | Todo Dia a Mesma Noite    | Thales Pargo                |                                                                              |
| 2023 | Vai na Fé                 | Emílio de Alcântara Azevedo |                                                                              |
| 2021 | Um Lugar ao Sol           | Leandro                     |                                                                              |
| 2020 | Arcanjo Renegado          | Custódio Marques            |                                                                              |
| 2019 | Aruanas                   | Sheik                       |                                                                              |
| 2018 | Sob Pressão               | Dr. Álvaro                  | Episódio: "18 de dezembro"                                                   |
| 2017 | Belaventura               | Dumas                       |                                                                              |
| 2016 | E Aí... Comeu?            | Jayme/Rogério               | Episódio: "Fratello"                                                         |
| 2015 | Os Dez Mandamentos        | Datã                        |                                                                              |
| 2015 | O Grande Gonzalez         | CSI                         |                                                                              |
| 2014 | Conselho Tutelar          | Nelson                      |                                                                              |
| 2014 | Plano Alto                | Josimar                     |                                                                              |
| 2014 | Milagres de Jesus         | Oséias                      | Episódio: "A Cura de um Menino Possesso"                                     |
| 2013 | Pa Pe Pi Po Pu            | Picles                      | Especial de fim de ano                                                       |
| 2013 | Pecado Mortal             | Joaquim (Quim)              |                                                                              |
| 2013 | Dona Xepa                 | Dr. René                    |                                                                              |
| 2013 | José do Egito             | Kedar                       |                                                                              |
| 2012 | Fora de Controle          | Bernardo                    | Episódio: "15 de maio"                                                       |
| 2012 | Aquele Beijo              | Dr. Paulo                   |                                                                              |
| 2011 | Fina Estampa              | Corretor Percival           |                                                                              |
| 2011 | A Mulher Invisível        | Beto                        | Episódio: "1 de novembro"                                                    |
| 2011 | Força-Tarefa              | Dr. Ricardo                 | Episódio: "22 de dezembro"                                                   |
| 2011 | Parafernalha              | Carlos Alberto              | Apenas na internet Episódio: "Tempos Modernos"                               |
| 2011 | Divã                      | Antônio                     | Episódio: "Amigas para Sempre?"                                              |
| 2009 | Poder Paralelo            | Renato Jardim               |                                                                              |
| 2008 | Faça Sua História         | Renatinho                   | Episódio: "Bandeira 5"                                                       |
| 2008 | Toma Lá, Dá Cá            | Cabo Lima                   | Episódio: "Adivinhe Quem Vem Para Mamar"                                     |
| 2008 | Casos e Acasos            | Oliver                      | Episódio: "Quem Mandou o Bombom, Quem É Amanda e Quem Passou a Noite Comigo" |
| 2008 | Duas Caras                | Heitor                      |                                                                              |
| 2007 | Cilada                    | Arthur                      |                                                                              |
| 2007 | Luz do Sol                | Ronaldo                     | Episódios: "21–23 de abril"                                                  |
| 2007 | Cilada                    | Fred                        |                                                                              |
| 2007 | Sob Nova Direção          | Ricardo                     | Episódio: "Avoada Amante"                                                    |
| 2006 | Páginas da Vida           | Dr. Saldanha                |                                                                              |
| 2005 | Malhação                  | Mauro                       |                                                                              |
| 2005 | Floribella                | Luciano                     |                                                                              |
| 2003 | Mulheres Apaixonadas      | Dr. Miguel Stein            |                                                                              |
| 1999 | Chiquinha Gonzaga         | Cláudio                     |                                                                              |
| 1999 | Malhação                  | André Falcão                |                                                                              |
| 1998 | Labirinto                 | Gustavo (Guto)              |                                                                              |
| 1998 | Brida                     | Bruno                       |                                                                              |
| 1997 | Anjo Mau                  | Guilherme Camargo Paiva     |                                                                              |
| 1997 | Malhação                  | Xará                        |                                                                              |
| 1996 | A Vida como Ela É...      | Flávio                      | Episódio: "Fruto do Amor"                                                    |
| 1996 | Malhação                  | Mestre Carlinhos            |                                                                              |
| 1994 | Confissões de Adolescente | Dico                        | Episódio: "Essa Tal de Virgindade"                                           |